# Robert von Gent
Robert von Gent († nach 1154) aus dem Adelsgeschlecht Gent war Dekan von York. Unter der Regierung von König Stephan wurde er zweimal zum Lordkanzler und Siegelbewahrer von England ernannt.